# 境港市立第一中学校
境港市立第一中学校（さかいみなとしりつ だいいちちゅうがっこう）は、鳥取県境港市上道町にある公立中学校。

## 沿革
- 1947年4月1日 - 境町､上道村組合中学校として創立[2]。
- 1954年8月10日 - 境町・外江町・余子村・上道村・渡村・中浜村が合併し、境港町が発足したことに伴い、境港町立境中学校と改称する。
- 1956年4月1日 - 境港町が市制を施行し、境港市となったことに伴い、境港市立境中学校と改称する。
- 1958年4月1日 - 境港市立第一中学校と改称する。

## 進学前小学校
- 境港市立境小学校[3]
- 境港市立上道小学校[3]